# Ignotingis
Ignotingis – wymarły rodzaj pluskwiaków z podrzędu różnoskrzydłych, jedyny z monotypowej rodziny Ignotingidae, obejmujący tylko jeden znany gatunek: I. mirifica. Żył w kredzie wczesnej na terenie współczesnych Chin.

## Taksonomia
Rodzaj i gatunek typowy opisane zostały po raz pierwszy w 2005 roku przez paleontologów Zhang Junfenga, Wiktora Gołuba, Jurija Popowa i Dimitrija Szczerbakowa. Opisu dokonano na podstawie skamieniałości odkrytych w okolicy Nanligezhuang na terenie powiatu Laiyang w chińskiej prowincji Szantung. Znaleziono je w trzecim ogniwie formacji Laiyang. Skamieniałości te oznaczono od L86811 do L86818 i zdeponowano w Instytucie Geologii i Paleontologii Chińskiej Akademii Nauk w Nankinie.
Nazwa rodzajowa to połączenie łacińskiego przymiotnika ignotus, oznaczającego „nieznany”, z nazwą współczesnego rodzaju Tingus. Z kolei pochodzący także z łaciny epitet gatunkowy mirifica tłumaczony może być jako „cudowna” lub „dziwaczna”.
Nowy rodzaj sklasyfikowano w monotypowej rodzinie Ignotingidae, w obrębie nadrodziny Tingoidea. Do nadrodziny tej należą współczesne prześwietlikowate i Vianaididae oraz wyłącznie kredowe Hispanocaderidae i Ebboidae. W chwili opisu Ignotingidae uznano za najstarszych przedstawicieli Tingoidea, jako że skały, w których je znaleziono, datowano na przełom tytonu (jura) i berriasu (kreda). Jednakże współcześnie datuje się je na barrem lub apt – z tego ostatniego wieku znani są także przedstawiciele prześwietlikowatych. W 2018 roku jako przedstawiciela prześwietlikowatych opisano Archetingis ladinica z triasu środkowego i to on jest najstarszym znanym reprezentantem nadrodziny.

## Morfologia
Pluskwiaki te osiągały około 3–5 mm długości ciała. U samców ciało było około trzykrotnie, a u samic 2,5-krotnie dłuższe niż szerokie. Oskórek głowy i tułowia był grubo punktowany. Ciało nie było spłaszczone grzbietobrzusznie. 
Stosunkowo duża, szersza niż długa i znacznie krótsza niż wysoka głowa była hipognatyczna, zwężona za oczami. Oczy złożone były stosunkowo niewielkie, jajowate w obrysie. Przy ich dolnych krawędziach osadzone były bardzo długie, czteroczłonowe czułki. Ich drugi człon był znacznie dłuższy od poprzedniego, trzeci był najdłuższy, a czwarty dłuższy od drugiego i wrzecionowaty. Gruba kłujka w pozycji spoczynkowej sięgała ku tyłowi podstawy odwłoka. Zbudowana była z czterech członów, z których najdłuższy człon drugi był dłuższy niż dwa kolejne razem wzięte.
Przedplecze miało ciemny kołnierz i jasne, podłużne prążki na przedzie. Brzegi boczne przedplecza były zaokrąglone, zaś tylny był niemal prosty i zachodził na śródplecze. Małych rozmiarów tarczka miała trójkątny kształt. Półpokrywy były w pełni wykształcone, ponad trzykrotnie dłuższe niż szerokie, przekraczające koniec odwłoka, ubarwione jasno z ciemnymi żyłkami i ciemnym, nieregularnym nakrapianiem. Główne ich żyłki były wyniesione, a powierzchnia między nimi areolowana. Najsilniej zaznaczona była żyłka uformowana ze zlanych odcinków żyłki radialnej i medialnej. Przykrywka dochodziła do wierzchołka półpokryw, a trójkątna międzykrywka osiągała duże rozmiary. Użyłkowanie półpokrywy tworzyło trzy komórki kostalne, trzy komórki dyskalne, pociągłą komórkę bazalną oraz dwie smukłe komórki kubitalne. Odnóża były bardzo długie. Biodra dwóch początkowych par były wąsko oddzielone, zaś ostatniej pary oddalone o swoją średnicę. Uda miały nieco maczugowate części odsiebne. Długie, u wierzchołka dwukrotnie szersze niż u nasady golenie zaopatrzone były w niewielkie fossula spongiosa. Krótkie stopy złożone były z trzech członów, z których pierwszy był najkrótszy, a ostatni najdłuższy. 
Odwłok miał krótkie sternity, z których drugi i trzeci były ze sobą zrośnięte. Genitalia samca miały proktiger o kształcie zaokrąglonego trójkąta oraz paramery skierowanego doogonowo-grzbietowo osadzone po bokach szerokiego, baryłkowatego pygoforu. Lancetowate pokładełko samicy osiągało ⅓ długości odwłoka i nie było nakryte przez paratergity.

## Paleoekologia
Formacja Laiyang zawiera zapis obfitej fauny owadziej. Znane są stamtąd tysiące ich skamieniałości, należące do kilkunastu rzędów. Na tym samym stanowisku co Ignotingis odnaleziono m.in. ważki z rodzin Aeschnidiidae i Dysagrionidae, karaczany z rodzaju Laiyangia, skorki z rodzajów Archaeosoma i Longicerciata, mszyce z rodzajów Caudaphis, Penaphis i Sinaphidum, piewiki z rodzin Archijassidae i skoczkowatych, pluskwiaki różnoskrzydłe z rodzin Mesolygaeidae, nabrzeżkowatych i wtykowatych, chrząszcze z rodziny Coptoclavidae, kusakowatych i Trogossitidae, sieciarki z rodzaju Allopterus, błonkoskrzydłe z rodzin Heloridae, Mesoserphidae, Pelecinidae, gąsienicznikowatych, żronkowatych i smukwowatych oraz muchówki z rodzin  ochotkowatych, Protobibionidae, Antefungivoridae, Pleciomimidae, Zhangobiidae, wodzieni, Ironomyiidae, Opetiidae, Zhangsolvidae, kobyliczkowatych, popstruchowatych i bąkowatych.